# Wasilij Pawłow (podpułkownik)
Wasilij Jefimowicz Pawłow, ros. Василий Ефимович Павлов (ur. 13 lutego?/25 lutego 1895 w Smoleńsku, zm. 20 lub 26 grudnia 1989 pod Paryżem) – rosyjski wojskowy (podpułkownik), emigracyjny wydawca, publicysta i pisarz oraz działacz młodzieżowy, polityczny i wojskowo-kombatancki.
Ukończył 1 aleksandrowską szkołę realną w Smoleńsku, zaś w październiku 1914 r. Aleksiejewską Szkołę Wojskową. Brał udział w I wojnie światowej. Walczył na frontach północno-zachodnim i południowo-zachodnim. Był 3-krotnie ranny. Został odznaczony Orderem Św. Jerzego 4 klasy. W 1917 r. awansował do stopnia kapitana. Pod koniec marca 1918 r. wstąpił do Armii Ochotniczej. Brał udział w obu kubańskich marszach. Od 30 czerwca tego roku był zastępcą dowódcy 7 kompanii w 1 ochotniczym pułku markowskim. 21 lipca został jej dowódcą. 17 listopada został ranny w walkach pod wsią Konokowka. Po wyleczeniu w październiku 1919 r. objął dowództwo 5 kompanii 1 ochotniczego pułku markowskiego. Po sformowaniu 3 ochotniczego pułku markowskiego został dowódcą 3 batalionu. Od 1 do 21 listopada 1919 r. czasowo pełnił funkcję dowódcy pułku. Doszedł do stopnia podpułkownika. W poł. listopada 1920 r. wraz z resztkami wojsk białych ewakuował się z Krymu do Gallipoli. W 1922 r. zamieszkał w Bułgarii, gdzie był działaczem rosyjskich organizacji młodzieżowych, zaś w 1925 r. przyjechał do Francji. Należał do Rosyjskiego Związku Ogólnowojskowego (ROWS) i Narodowego Związku Pracujących (NTS). W 1926 r. utworzył Stowarzyszenie Rosyjskiej Młodzieży Narodowej w Normandii. Następnie stał na czele oddziału Narodowego Związku Rosyjskiej Młodzieży w Grenoble. W początkowym okresie II wojny światowej był działaczem NTS w III Rzeszy, reprezentując postawę sprzeciwu wobec współpracy zarówno z hitlerowcami, jak też nawiązania kontaktów z władzami sowieckimi. Pomimo tego po ataku wojsk niemieckich na ZSRR 22 czerwca 1941 r., został rezydentem NTS w białoruskim mieście Lepel. W 1944 r. powrócił do Rzeszy. Po zakończeniu wojny zajął się spisywaniem historii ochotniczych oddziałów markowskich z okresu wojny domowej w Rosji. W 1962 i 1964 r. wydał w Paryżu 2-tomową książkę pt. „Марковцы в боях и походах за Россию в освободительной войне 1917-1920 гг.”. Był też autorem innych historycznych książek. Wydawał i redagował czasopismo wojskowo-historyczne „Связь по цепям марковцев”. Ponadto stał na czele Rosyjskiego Związku Kawalerów Gieorgijewskich i Stowarzyszenia Markowców.